# Ведьма (фильм, 2018)
«Ведьма» (кор. 마녀) — южнокорейский научно-фантастический боевик, вышедший в 2018 году. Это пятый фильм режиссера Пак Хунджона, который также по совместительству является автором сценария. Продолжение вышло на экраны 15 июня 2022 года под названием «Ведьма 2: Другая».

## Краткое содержание
Сюжет повествует о молодой героине, Ка Джаюн, приемные родители которой находятся в тяжелой ситуации: пожилая мать страдает болезнью Альцгеймера, в то время как отец испытывает финансовые трудности. Чтобы преодолеть эту ситуацию, девушка решает участвовать в телевизионном конкурсе талантов, дабы получить крупный денежный приз, который решит проблемы семьи. Однако, дело в том, что хоть сейчас девушка и живет спокойной счастливой жизнью, кое-что ей все же мешает — она ничего не помнит о своём прошлом. И вот, вскоре после конкурса к ней приходит странный молодой человек и утверждает, что знает ее. Ку Джаюн потеряла детские воспоминания о своем детстве, проведенном в учреждении, где создавались генетически модифицированные дети, и сбежала со своими способностями после получения приказа из учреждения избавиться от них. И теперь Доктор Пэк, управляющий данным учреждением, сделает все, чтобы поймать ее.
Каждый раз, сталкиваясь с людьми, охотящимися на нее, Ку Джаюн, сама того не осознавая, проявляет невероятные способности, превосходящие физические возможности человека, и подчиняет себе тех, кто приходит ее поймать. Однако, все эти незнакомые до этого способности пугают девушку и заставляют ее сомневаться в том, кто она есть на самом деле. В конце концов, когда начали угрожать уже ее приемной семье, она согласилась вернуться в то злополучное учреждение.
После входа в учреждение Ку Джаюн связывают и рассказывают все о ее необычных способностях: оказывается, она была одной из детей, над которыми экспериментировали в учреждении, и все это время она страдала от сильных головных болей из-за эксперимента, который ее мозг не смог выдержать. И вот позднее, когда девушка чувствует, что боль, которая так долго мучила ее, исчезла, она наконец раскрывает правду — Ку Джаюн лишь притворилась, что потеряла память, и всегда знала, кто она на самом деле. Когда в детстве она сбежала из учреждения и узнала, что ее мозг убьет ее без надлежащего лечения, она в течение 10 лет искала способ вылечиться. И когда она осознала, что не сможет больше прожить без помощи лекарств от доктора, она намеренно участвовала в конкурсе, чтобы привлечь его внимание и вернуться в учреждение, где есть нужные ей медикаменты. После этого девушка сбегает, убивая всех причастных и сжигая здание дотла.
Ку Джаюн понимает, что после убийства стольких людей, она не может вернуться к нормальной жизни. Она отдает матери лекарство, чтобы помочь ей замедлить развитие болезни. Фильм заканчивается событиями, произошедшими тремя месяцами спустя. Главная героиня навещает женщину, которая выглядит точно так же, как доктор Пэк — ее сестру-близнеца, и отдает ей еще несколько ампул с лекарством. Далее загадочная женщина с отметинами на лице приближается к Джаюн, однако последняя предупреждает, что убьет ее, если та попытается прикоснуться — и в этот момент экран гаснет.

## В ролях

### Основной состав
- Ким Дами в роли Ку Джаюн.
- Чо Минсу в роли доктора Пэк.
- Пак Хисун в роли мистера Чхве.
- Чхве Усик в роли молодого дворянина.

### Второстепенные персонажи
- Ко Минси в роли До Мёнхи — подруга Джаюн.
- Чхве Джону в роли учителя Гу — отец Джаюн.
- О Михи в роли жены учителя Гу — мать Джаюн.
- Ким Бёнок в роли инспектора До — отец Мёнхи.
- Ли Джувон в роли директора Сона.
- Ким Хана в роли Ку Джаюн в детстве.
- Ли Сиу в роли дворянина в детстве.
- Ли Сихун в роли Чан Сонгёна.
- Пэк Сынчхоль в роли владельца магазина.
- У Мингю в роли сына владельца магазина.

### Прочие актёры
| Чон Даын    | Нам Гёнмин | Ким Хансоль | Пак Вонджин | Чхве Бёнджу | Квон Ёнсок   | Сон Минсу   |
| Ким Чонхун  | Пак Санхун | Пак Шину    | Соль Ушин   | Пак Бёнсу   | Ли Кангон    | Ким Сыну    |
| Со Хангёль  | Ким Дохёк  | Им Санхёк   | Пэк Гюхён   | Чо Джеун    | Чхве Хёнджон | Чан Минджэ  |
| Пак Чонхван | Ко Бонгу   | Мён Хынджин | Ким Чонмён  | Ким Ёнун    | Ким Ынён     | Бэк Хёнмин  |
| Джин Ёнджун | Со Джонгу  | Сон Хёнсу   | Ю Сунгвон   | Чо Гванхи   | Со Ёнхи      | Ли Хаён     |
| Квак Чинсок | Ли Чонхён  | Ё Муён      | Ли Санён    | Чжеа        | Хан Сынюн    | Ли Гиён     |
| Пэк Чонхван | Пак Удже   | Хён Бонсик  | Чон Джэбон  | Моуг        | Чон Урим     | Квон Тхэвон |

## Награды
- 22-й Международный кинофестиваль «Фантазия» 2018 года: приз за лучшую женскую роль — Ким Дами.
- 27-я кинопремия Buil Film Awards 2018 года: лучшая новая актриса — Ким Дами.
- 6-я церемония «BIFF With Marie Claire Asia Star Awards 2022»: премия «Восходящая звезда» — Ким Дами.
- 55-я премия Grand Bell Awards 2018 года: лучшая новая актриса — Ким Дами.
- 2-я Сеульская премия 2018 года: лучшая новая актриса — Ким Дами.
- 3-й Лондонский азиатский кинофестиваль 2018 года: премия «Восходящая звезда» — Ким Дами.
- 39-я кинопремия Blue Dragon Film Awards 2018 года: лучшая новая актриса — Ким Дами.
- 3-я премия Asia Artist Awards 2018 года: лучшая женская роль — Ким Дами.
- 18-я церемония вручения премии за режиссерскую работу: «Новая актриса года» — Ким Дами.
- Премия «Лучшая звезда Кореи 2018»: «популярная звезда» — Ко Минси.
- 10-я премия «Фильм года 2019»: лучшая новая актриса — Ким Дами.